# 马尼圣梅达尔
马尼圣梅达尔（法語：Magny-Saint-Médard，法語發音：[maɲi sɛ̃ medaʁ]）是法国科多尔省的一个市镇，位于该省东部，属于第戎区。

## 地理
马尼圣梅达尔（47°22'50"N, 5°15'11"E）面积10.87 平方千米，位于法国勃艮第-弗朗什-孔泰大區科多尔省，该省份为法国中东部省份，北起奥布省，西接涅夫勒省和约讷省，南至索恩-卢瓦尔省，东南接汝拉省，东临上索恩省，东北部与上马恩省接壤。
与马尼圣梅达尔接壤的市镇（或旧市镇、城区）包括：塔奈、萨沃勒、阿尔索、贝尔勒沙泰勒、贝勒讷沃、贝兹河畔米尔博。

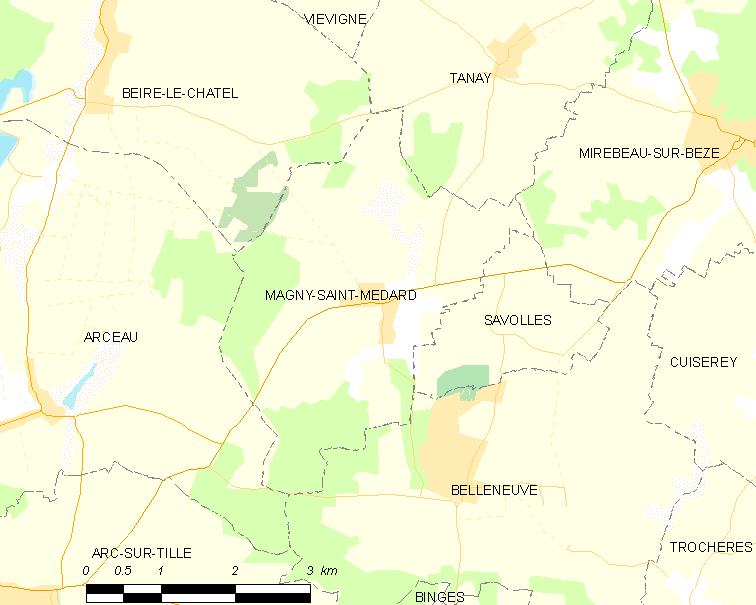
马尼圣梅达尔的OSM定位图

马尼圣梅达尔的时区为UTC+01:00、UTC+02:00（夏令时）。

## 行政
马尼圣梅达尔的邮政编码为21310，INSEE市镇编码为21369。

## 政治
马尼圣梅达尔所属的省级选区为圣阿波利奈尔县。

## 人口

1962-2008年间马尼圣梅达尔人口变化图示

马尼圣梅达尔于2022年1月1日时的人口数量为339人。